# Neppermin
Neppermin ist ein Ortsteil der Gemeinde Benz auf der Insel Usedom.

## Geographie und Verkehr

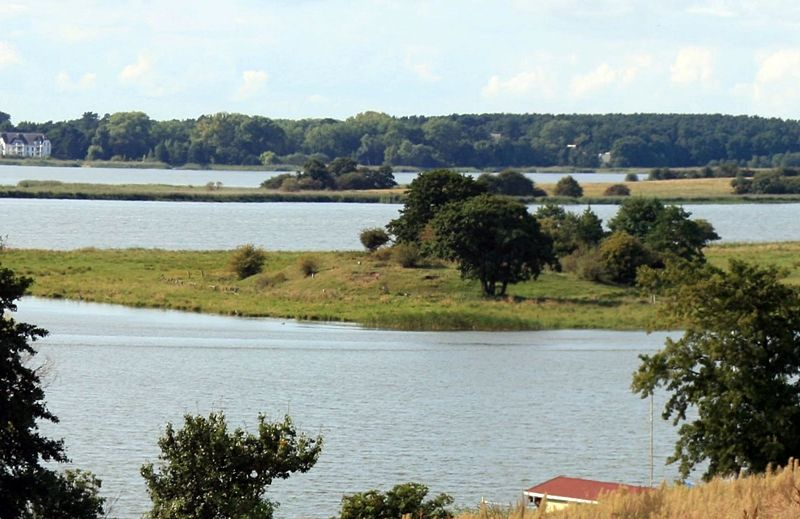
Böhmke und Burgwall von Neppermin aus gesehen

Neppermin befindet sich am Ufer des Nepperminer Sees, einer Bucht im östlichen Teil des Achterwassers. In den 1990er Jahren wurden dort eine moderne Uferpromenade und ein Campingplatz errichtet. An den Nepperminer See schließt sich im Westen der Balmer See an. Dazwischen liegt die kleine unbewohnte Insel Böhmke.
Neppermin liegt zwischen Pudagla im Nordosten und Mellenthin im Südwesten. Zwei Kilometer östlich liegt Benz an der Kreisstraße K 35. In westlicher Richtung schließt sich an derselben Straße der Ort Balm an. Durch den Ort führt die Bundesstraße 111. Eine direkte Anbindung an das Schienennetz existiert nicht. Der nächstgelegene Haltepunkt der Usedomer Bäderbahn ist Schmollensee (Bahnstrecke Züssow–Wolgaster Fähre–Swinemünde).

## Geschichte
Etwa 800 m nördlich von Neppermin befinden sich die Überreste eines slawischen Burgwalls in Halbinsellage. Im Volksmund ist dieser Platz auch als „Schwedenschanze“ bekannt. Der Wall hatte ursprünglich einen kreisrunden Durchmesser von 40 m bis 50 m. Die bis zu 4 m hohen Wallreste sind heute mit wenigen Bäumen bestanden. Die Burg war  bis in das 12. Jahrhundert besiedelt. Auf einer Anhöhe oberhalb der Befestigung wurde ein spätslawisches Körpergräberfeld mit reichen Schwertbeigaben entdeckt. Das deutet auf Gräber der Führungsschicht hin.
Neppermin wurde im Jahr 1254 erstmals als „Neprimin“ urkundlich erwähnt. In dieser Urkunde bezeugen die Herzöge Barnim I. und Wartislaw III. den Tausch von Dörfern (einschließlich Neppermin) durch Ritter Tammo. Der Ortsname ist slawischer Herkunft und bedeutet so viel wie (Ort an) stehendem Gewässer, was sich auf die Lage am Achterwasser bezieht. Zum Zeitpunkt der ersten urkundlichen Erwähnung war der Ort bereits seit längerem als Rittergut existent.
Eine Urkunde, wonach das Dorf, als „Neppermyn“ bezeichnet wurde und zusammen mit der hohen Gerichtsbarkeit dem Kloster Grobe bereits im Jahre 1238 durch Herzog Barnim I. geschenkt worden sei, wurde als spätere Fälschung erkannt.
Die Besitzungen gingen nach 1254 an das Kloster Grobe bei der Stadt Usedom über. 1309 wurde das Kloster Grobe nach Pudagla verlegt. Im Jahr 1402 erwarb das Kloster Pudagla Land in Neppermin. Dieser Fakt ist unklar, ob der Besitz in Neppermin inzwischen geändert, oder Land zusätzlich dazu kam.
Im Jahr 1858 wurde das Dorf bei einer Feuersbrunst teilweise zerstört. Im Jahr 1899 wurde die heute noch existierende „Kaisereiche“ zu Ehren von Kaiser Wilhelm II. an der Dorfkreuzung nach Balm gepflanzt.
Das Ostseesturmhochwasser 1872 richtete auch in Neppermin schwere Schäden an. Ein weiteres Mal wurde der Ort in der Silvester-Sturmflut 1912 teilweise überspült.
Anfang des 20. Jahrhunderts begannen auch die Orte im Usedomer „Hinterland“ vom zunehmenden Badetourismus in den „Kaiserbädern“ im Nordosten zu profitieren. Dies machte eine bessere Verkehrsanbindung notwendig. 1905 wurde folglich die Straße nach Benz und weiter in das östlich am Stettiner Haff gelegene Dargen gebaut. Bereits im Jahr zuvor war eine befestigte Straße nach Balm (heute ebenfalls ein Ortsteil von Benz) gebaut worden. 1912 wurde Neppermin an das Stromnetz angeschlossen.
1931 wurde mit dem Bau der über Neppermin führenden Straße von Mellenthin nach Schmollensee begonnen (ehemalige Landesstraße L 265, heute Bundesstraße 111). In Neppermin wurde die heute noch existierende Straßenüberführung errichtet. Im Jahr 1934 wurde die Freiwillige Feuerwehr Neppermin gegründet.
Am 1. Juli 1950 wurde die bis dahin eigenständige Gemeinde Balm eingegliedert.
Von 1991 bis 1993 wurde die moderne 300 Meter lange Uferpromenade am Nepperminer See angelegt. 1993 wurde der Campingplatz, ebenfalls direkt am Nepperminer See, eingeweiht. 1998 wurde in der Gemeinde eine am Balmer See gelegene 120 ha große Golfanlage mit Hotel und Infrastruktur gebaut.
2004 wurde die Gemeinde Neppermin in die Gemeinde Benz integriert.

## Politik

### Wappen
| Wappen von Neppermin | Blasonierung: „Schräglinks geteilt von Blau und Silber; auf der Teilung eine nach rechts unten stürzende Möwe mit ausgebreiteten Flügel in verwechselten Farben; oben ein links springender goldener Fisch, unten ein grünes Eichenblatt.“ |
| Wappen von Neppermin | Wappenbegründung: In dem Wappen verweist die Möwe auf die umliegenden Gewässer mit ihren touristischen Möglichkeiten. Während der Fisch auf die Fischerei als eine der Grunderwerbsquellen der Einwohner hinweist, symbolisiert das Eichenblatt die Laub- und Nadelholzwälder der Umgebung. Die Schildfarben verdeutlichen die Zugehörigkeit der einstigen Gemeinde zum Landesteil Vorpommern. Das Wappen wurde von dem Landsberger Rainer Spring gestaltet. Es wurde am 10. Juli 1992 durch das Ministerium des Innern genehmigt und unter der Nr. 14 der Wappenrolle des Landes Mecklenburg-Vorpommern registriert. |

### Flagge
Die ehemalige Gemeinde verfügte über keine amtlich genehmigte Flagge.

## Lyonel Feininger in Neppermin
Während seiner Sommeraufenthalte auf Usedom pflegte der Maler Lyonel Feininger oft auch das Usedomer Achterland, insbesondere die Gegend um Benz und Neppermin, auf ausgedehnten Radtouren zu erkunden, stets auf der Suche nach geeigneten Motiven. 1910 wohnte Feininger für zwei Monate in Neppermin. Der deutsch-amerikanische Maler verballhornte den Namen liebevoll zu „Nevermind“ oder „Peppermint“. Während dieser Zeit entstand u. a. Feiningers „Mondaufgang in Neppermin“. Der Maler fand guten Kontakt zur Dorfbevölkerung, bspw. malte er für die ortsansässigen Fischer Tafeln mit Bootsnummern.

## Sehenswürdigkeiten
Nördlich des Ortes, auf einer ins Achterwasser hineinragenden Landzunge, befindet sich der mittelalterliche Burgwall Neppermin.